# Ed Lowe
Edward « Ed » Lowe (né le 23 août 2003 à Stamford en Angleterre) est un coureur cycliste britannique, spécialiste des épreuves de vitesse sur piste.

## Biographie
Ed Lowe pratique le cyclisme en compétition depuis 2015. En 2019, il devient sur piste champion britannique du 500 mètres chez les jeunes (moins de 17 ans). En 2021, il remporte le titre de champion d'Europe de Vitesse par équipes chez les juniors (moins de 19 ans) avec Marcus Hiley et Harry Ledingham-Horn. En 2023 et 2024, il est champion de Grande-Bretagne de vitesse par équipes. En 2023, il rejoint le programme élite de British Cycling.
Lors de la manche de Coupe des nations 2023 à Milton, il termine troisième de vitesse par équipes. Lors de l'édition suivante, il décroche deux nouveaux podiums. En 2024, il est sélectionné pour participer aux Jeux olympiques de Paris.

## Palmarès sur piste

### Jeux olympiques
- Paris 2024
  -  Médaillé d'argent de la vitesse par équipes

### Coupe des nations
- 2023
  - 3e de la vitesse par équipes à Milton
- 2024
  - 2e de la vitesse par équipes à Milton
  - 3e de la vitesse par équipes à Adélaïde

### Championnats d'Europe
| Épreuve / Édition        | Vitesse par équipes |
| Apeldoorn 2021 (juniors) | Or                  |

### Championnats de Grande-Bretagne
- 2023
  -  Champion de Grande-Bretagne de vitesse par équipes
- 2024
  -  Champion de Grande-Bretagne de vitesse par équipes